# کارلانتینو
کارلانتینو (به ایتالیایی: Carlantino) یک کومونه در ایتالیا است که در استان فوجا واقع شده‌است.

## خصوصیات
کارلانتینو ۳۴٫۲۵ کیلومترمربع مساحت و ۱٬۱۲۶ نفر جمعیت دارد و ۵۵۸ متر بالاتر از سطح دریا واقع شده‌است.